# 迪尔海姆
迪尔海姆（德語：Dielheim，發音：[ˈdiːlhaɪm]）是德国巴登-符腾堡州卡尔斯鲁厄行政区莱茵-内卡县的市镇，面积22.67平方千米，人口为人。